# Oniichan no Koto Nanka Zenzen Suki Janain Dakara ne!!
Oniichan no Koto Nanka Zenzen Suki Janain Dakara ne (お兄ちゃんのことなんかぜんぜん好きじゃないんだからねっ!! ¡No me gustas en absoluto, hermano mayor!?), abreviado OniSuki, es un manga seinen escrito por Kouichi Kusano y publicado en la editorial Futabasha en la revista Web Comic High!. Es licenciado en Taiwán por Tong Li Publishing, y fue adaptado a una serie anime por Zexcs entre enero y marzo del 2011.

## Argumento
Nao Takanashi está enamorada de su hermano Shūsuke a pesar del tabú del incesto. Nao piensa que Shūsuke es su pariente de sangre, pero en realidad es adoptada. Al enterarse de esto, Nao busca tener una relación amorosa "normal" con su hermano en vista de que aquellos en adopción pueden casarse conforme a la ley de familia en Japón. Esto desencadena una serie de intentos por llamar la atención de Shūsuke, algo difícil tanto para Nao como para la vieja amiga de Shūsuke, Iroha Tsuchiura, quien también compite con Nao por el afecto de Shūsuke.

## Personajes
Nao Takanashi (高梨 奈緒 Takanashi Nao?)
Seiyū: Eri Kitamura
Nao, la protagonista de la historia, hija adoptiva de la familia Takanashi y ama en secreto a su hermano Shūsuke. Hace diez años, ella tuvo un accidente en coche, en cual murieron sus verdaderos padres y en donde perdió su memoria, y esto lo sabe ella cuando le pregunto a su mamá de porque no aparecía en las fotos de Shūsuke. Ella hace todo lo posible para asegurarse de que Shūsuke se sienta atraído hacia ella, como la de botar su porno no incestuoso, y se pone celosa cuando otras chicas se le acercan a Shūsuke.
Shūsuke Takanashi (高梨 修輔 Shūsuke Takanashi?)
Seiyū: Toshiyuki Toyonaga
Shūsuke es el hijo de la familia Takanashi. Él es bastante pervertido, debido a que colecciona revistas porno y siempre busca la oportunidad de mirar bragas. Usa el término de "no traicionar a Nao", ya que la ama pero termina envuelto con Iroha o Kondou. Tuvo su primer beso con Iroha (su amiga de infancia antes de que conociera a Nao). Él no es consciente de los conocimientos de Nao ya sea sobre su relación o el hecho de que ella sabe acerca de todos sus hábitos sucios.
Iroha Tsuchiura (土浦 彩葉 Tsuchiura Iroha?)
Seiyū: Marina Inoue
Iroha es la amiga de infancia de Shūsuke antes de la adopción de Nao. Después de haber jugado al Doctor mucho con él cuando eran niños (que era la excusa de Shūsuke para verla desnuda), ella dice que es su amante (debido a la promesa que Shūsuke hizo con ella) y constantemente se acerca mucho a él. También le gusta espiar a Shūsuke usando un telescopio en su habitación. Su primer beso fue con Shūsuke.
Mayuka Kondō (近藤 繭佳 Kondō Mayuka?)
Seiyū: Kazusa Aranami
Compañera de clases de Shūsuke y la presidenta, con un fuerte interés en las revistas Yaoi. Cuando una de sus revistas cae en manos de Shūsuke en esta se mezcla con uno de los suyos, ella lo convierte en su mascota, donde lo obliga a compra más revistas BL explícita y su correspondiente revisión de una opinión imparcial, aunque ella lo interpreta como que tiene una responsabilidad compartida de interés. Recientemente se demuestra que ella tiene sentimientos fuertes por Shūsuke debido a su aparente aceptación de sus revistas BL.
Shūji Takanashi (高梨 修司 Takanashi Shūji?)
Seiyū: Hideki Ogihara
Shuji es el padre de Shūsuke.
Nanaka Takanashi (高梨 菜々香 Takanashi Nanaka?)
Seiyū: Sayaka Ohara
Nanaka es la madre de Shūsuke. Siempre ve a su hijo como hijo pervertido.
Hirono Kusuhara (楠原 尋乃 Kusuhara Hirono?)
Seiyū: Ryoko Shiraishi
Hirono es una amiga de Nao. Se pregunta de por qué Iroha y Nao sienten tanto amor por Shūsuke.
Haruka Katō (加藤 春華 Katō Haruka?)
Seiyū: Eriko Nakamura
Haruka es otra amiga de Nao.

## Medios de Comunicación

### Manga
su inicio de publicación empezó desde el 2008 y finalizó el 2016 contando con 12 volúmenes recopilatorios.

### Anime
Oniichan no Koto Nanka Zenzen Suki Janain Dakara ne!! está siendo adaptado al anime por Zexcs de 13 episodios, comenzó a transmitirse en Japón el 9 de enero de 2011. Adicionalmente un episodio OVA fue incluido en el volumen final del Blu-ray que sería lanzado el 6 de julio de 2011, pero fue pospuesto al 13 de julio. El Opening es "Taste of Paradise" interpretado por Eri Kitamura, mientras que el Ending es "Ari Ari Future" (アリアリ未来 Ari Ari Mirai?) interpretado por Kitamura, Marina Inoue y Kazusa Aranami.

## Curiosidades
- En el capítulo 7, cuando los chicos van a Akihabara se pueden observar a lo largo del episodio imágenes alusivas a Yosuga no Sora, Chu-bra!!, Kodomo no Jikan , Kissxsis y Princess lover.
- El capítulo 10 no se retransmitió debido al Terremoto y tsunami de Japón de 2011, ya que el episodio mostraba a los personajes siendo arrastrados por una ola gigante imaginaria.
- El capítulo 10 mostraba un mapa con las zonas afectadas del Terremoto y tsunami de Japón.